# Den döende dandyn
För andra betydelser, se Den döende dandyn (olika betydelser).
Den döende dandyn är en målning av Nils Dardel från 1918. Målningen har flera gånger nått rekordpris på auktioner. Den ingår sedan 1993 i Moderna Museets samlingar.

## Motiv och stil
Målningen föreställer en döende mansperson, med fyra sörjande personer runtom. Den utmärks av sina intensiva färger och böljande former, och motivet har omgivits av olika tolkningar. Dardels målning anses vara tydligt påverkad av Henri Matisses och liknande franska konstnärers stil.
Verket utmärks av Nils Dardels karaktäristiska intensiva färgbehandling och böljande former, och har setts som en symbol för den vackra ytan.

## Proveniens
Finansmannen Fredrik Roos köpte 1984 tavlan för 3,4 miljoner kronor. Det var då det högsta pris som dittills betalats för ett svenskt konstverk. Fyra år senare, 1988, sålde han tavlan för det nya rekordpriset 13 miljoner kronor till finansmannen Hans Thulin. Efter det att Thulin 1991 gått i personlig konkurs, köptes målningen av finansmannen Tomas Fischer för 6,6 miljoner kronor vid en auktion på Stockholms auktionsverk. Sedan 1993 ägs den av Moderna museet.
År 2007 såldes en mindre version i akvarell för 3,25 miljoner kronor till en svensk samlare på Bukowskis i Stockholm.

## Tavlan i kulturen
Den döende dandyn och dess höga penningvärde figurerar på central plats i Klas Östergrens Den sista cigaretten och i Mari Jungstedts Den döende dandyn.